# 우랄로사우루스

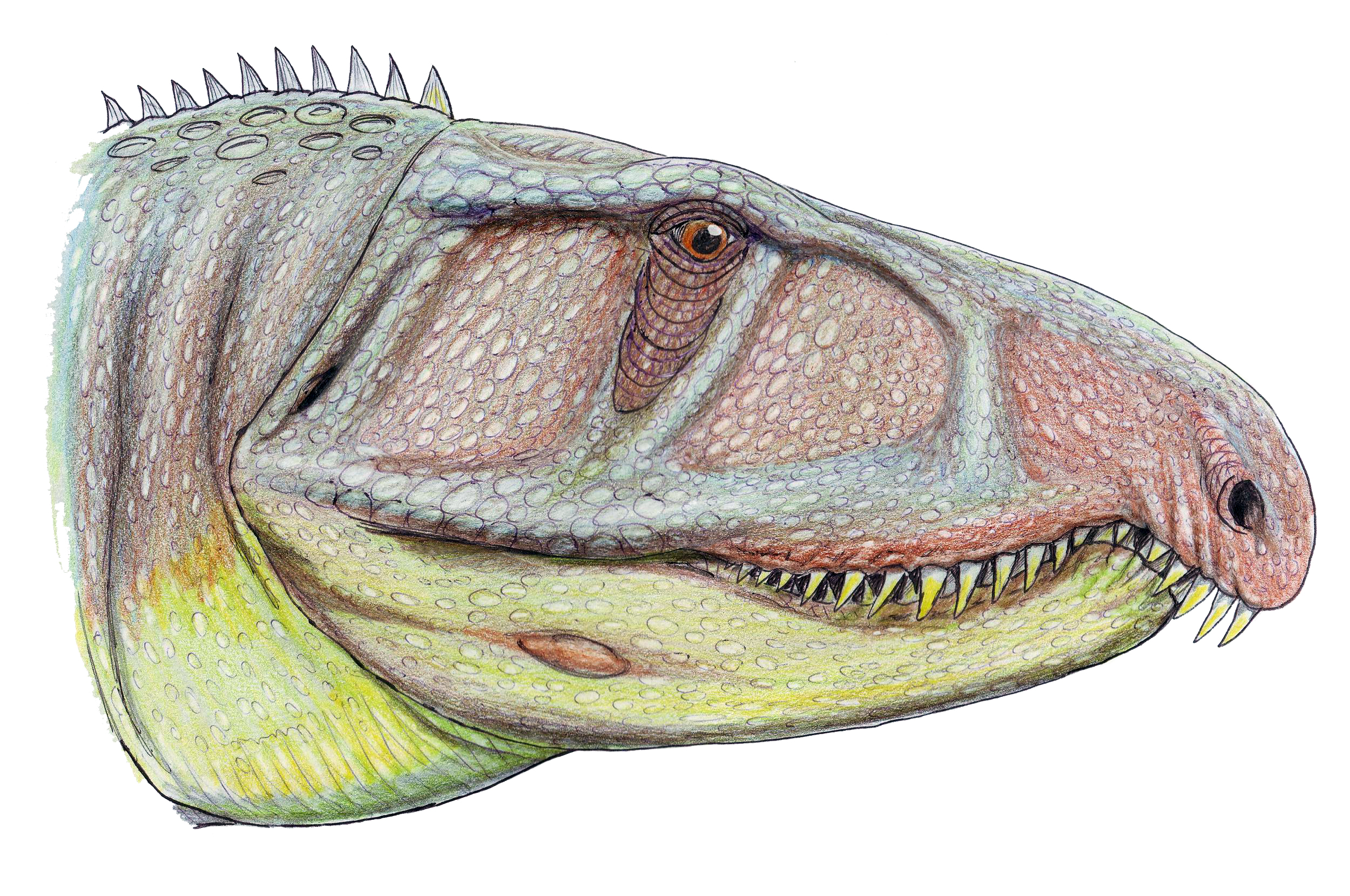

우랄로사우루스(학명:Uralosaurus magnus)는 아공룡목 에리스트로수치과에 속하는 도마뱀이다. 지금은 멸종된 종으로서 전체적인 몸길이가 2~4m인 중대형 도마뱀에 속한다.

## 특징
우랄로사우루스는 러시아 남동부의 미들 트라이아스기(애니소스기) 동구즈 형성으로부터 알려진 에리스로시드 대공룡류의 멸종된 속이다. 단일종인 우랄로사우루스 마그누스를 포함하고 있다. 1980년에 비탈리 게오르기예비치 오체프에 의하여 아프리카의 트라이아스기에서 달리 알려진 에리트로수스의 한 종으로 명명되었고 1995년에 안드레이 G. 센니코프에 의해 자신의 속주로 재지정되었다. 우랄로사우루스는 홀형 PIN 2973/70, 왼쪽 프테리고이드, 파라티프 PIN 2973/71, 아래턱, 그리고 PIN 2973/72에서 PIN 2973/79까지 이빨로 알려져 있다. 이러한 표본들은 남유럽 러시아 오렌부르크 지역 솔리레츠크 지역 우랄강 좌안 배수 유역에 위치한 카라가츠카 마을에서 카라가츠카 강 건너편 둑으로 카라가치카 지방(지역 34 또는 PIN 2973)에서 채취한 것이다. 그들은 애니시안 무대로 거슬러 올라가는 동구즈 포메이션의 하류 동구즈 고라이존트에서 왔다. 오체프(1979)는 이 종의 비교적 큰 크기에 관해서 이 표본들을 에리트로수스 마그누스라고 이름 붙인 에리트로수스의 새로운 종으로 언급하였다. 센니코프(1995)는 이 종을 자신의 속주에 재할당하여 새로운 조합인 우랄로사우루스 마그누스를 만들었다. 총칭은 우랄로사우루스의 표본이 발견된 지역인 우랄강을 가리킨다. 그곳은 제네릭 이름 말하며 이는 우랄로사우루스에 넘겨졌다. 다른 표본 가워에 의해 안드레이 &, 센니코프(2000년)에 의하여 요약되었다.4엉치앞의 척추 PIN952/95 인대 고리 존트, 인대에 나는(지방 36을 가르킨다.)의 동우즈 강의 우안 페로스키 결말 또한 우랄강의 왼쪽 은행의 배수 유역에 위치한 1km하류에서 수집되었다. 이로 인해 트베르도크홀보브(알에 의해 제시되었다.)의 도르살 다른 표본 사이에서 PIN2866/40을 확인했으며 이전에 SGU 104/3857, SGU 104/3858)PIN2866/38을 통해 베르테브래 동우즈 고리 존트, 콜타이보 2세 오렌부르크 주에서 또는 바시키르 공화국의 사 크마라 유역에서 콜타이보 3세(지방 10)에서 2003년에 수집되었다. 우랄로사우루스는 긴 다리와 더불어 등에 날카로운 가시를 가진 것이 특징으로 이는 자신보다 더 큰 포식자로부터 자신을 방어하기 위한 수단으로 활용되었다. 또한 입의 아래에는 갈색 모양의 큰 반점을 가지고 있던 도마뱀이며 눈은 상대적으로 다른 도마뱀에 비해 작았고 입의 윗턱에 뒷끝이 아래로 구부러져 있다. 윗턱과 아래턱의 양턱엔 총 15~25개의 삼각형 모양의 날카로운 이빨을 가지고 있으며 이를 통해 자신보다 작은 동물을 사냥하는 도구로 활용했을 것으로 보인다. 먹이로는 당대에 서식했던 작은 동물, 절지동물, 물고기, 양서류와 공룡의 알을 주로 잡아먹고 살았을 육식성의 도마뱀으로 추정되는 종이다.

## 생존시기와 서식지와 화석의 발견
우랄로사우루스가 생존했던 시기는 중생대의 트라이아스기 후기로서 지금으로부터 2억년전~1억 8000만년전에 생존했던 종이다. 생존했던 시기에는 러시아와 유럽을 중심으로 하는 고원이나 산맥의 밀림 및 열대우림과 초원, 강 등에서 주로 서식했던 도마뱀이다. 화석의 발견은 1995년에 유럽과 러시아의 트라이아스기에 형성된 지층에서 러시아의 고생물학자인 센니코프에 의하여 최초로 화석이 발굴되어 새롭게 명명된 종이다.

## 같이 보기
- 파충류
- 중생대
- 트라이아스기
- 도마뱀
- 화석